# Carabella
Carabella là một chi nhện trong họ Salticidae.